# Take Me Away (canción de Lifehouse)
«Take Me Away» es el segundo y último sencillo de la banda de rock alternativo Lifehouse de su álbum de 2002, Stanley Climbfall. El sencillo no pudo hacer un gran impacto en la radio, alcanzando el puesto # 22 en Billboard 's Adult Top 40 gráfico.

## En la cultura popular
Apareció en la Smallville Temporada 2 Episodio 23 "Éxodo", así como Boston Public temporada 3 episodio 21 "Capítulo Sesenta y Cinco"

## Listado de canciones
1. «Take Me Away» (Remix Edit w/ Fade) - 3:58
2. «Take Me Away» (Acoustic) - 3:53
3. «Take Me Away» (Remix Edit) - 4:16

## Posicionamiento
| Listas (2003)               | Posición |
| --------------------------- | -------- |
| UK Rock Chart               | 14       |
| U.S. Billboard Adult Top 40 | 22       |